# Големба, Софья Михайловна
Софья Михайловна Големба (11 сентября 1904 — 1981) — российская исполнительница вокала меццо-сопрано. Заслуженная артистка РСФСР (1940). Солистка музыкального театра имени Станиславского и Немировича-Данченко (с 1929 года).

## Биография
Софья Михайловна Големба родилась в сентябре 1904 года.
С 1920 года проходила обучение в Нижегородской консерватории, одновременно выступала в концертах, на драматической театральной сцене и в оперетте.
С 1923 по 1930 годы проходила обучение в Московской консерватории имени П. И. Чайковского. С 1929 года работала солисткой Музыкального театра имени Станиславского и Немировича-Данченко.
В 1932 году под руководством Немировича-Данченко Софья Големба исполнила партию Кармен в опере «Карменсита и солдат». Ей удавались характерные партии, например как Солоха музыкальном фильме «Черевички» по опере Чайковского.
22 февраля 1938 года была арестована органами НКВД как член семьи изменника Родины и осуждена к пяти годам ссылки. Её муж — Големба Александр Львович, 1900 года рождения, был расстрелян в 1938 году. Однако, после обращения Владимира Немировича-Данченко посредством записки 6 января 1939 года к Иосифу Сталину, было дано указание:
```
"1. Т. Берия. Нужно, если можно, освободить и вернуть в Москву. 2. Профессоров Брицке и др. не арестовывать пока».
```

В 1940 году была удостоена звания «Заслуженной артистки РСФСР».
Умерла в Москве в 1981 году. Похоронена на Химкинском кладбище.

## Роли и исполнение
- Любаша;
- Аксинья — «Тихий Дон»,
- Ульрика — «Бал-маскарад» Верди,
- Перикола — «Перикола»,
- Орест — «Прекрасная Елена» Оффенбаха,
- Ланж — «Дочь мадам Анго» Лекока.